# Irena Steckiewicz-Krzeska

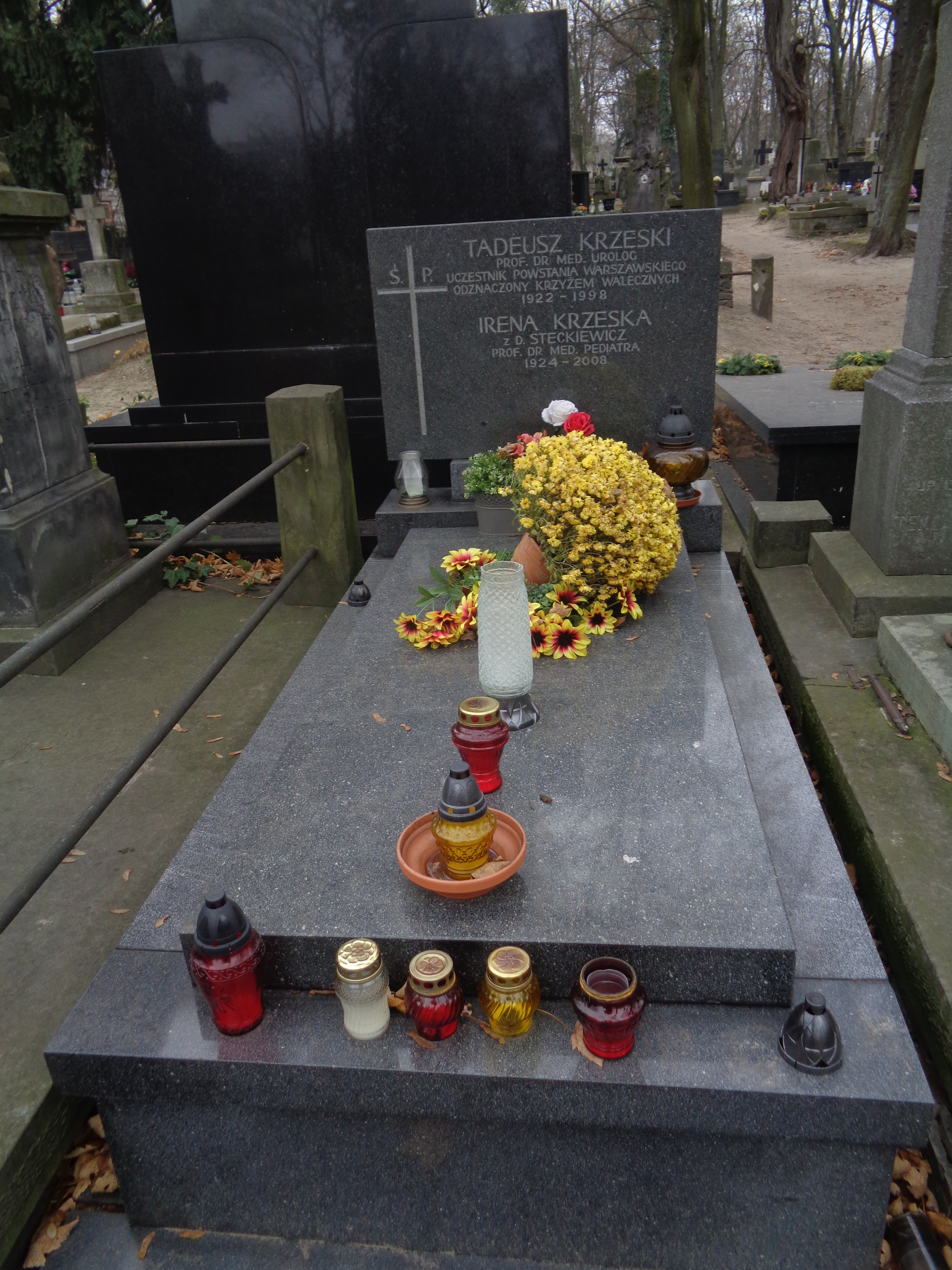
Grób Ireny Steckiewicz-Krzeskiej na cmentarzu Powązkowskim

Irena Steckiewicz-Krzeska (ur. 1 grudnia 1923 w Warszawie, zm. 15 lipca 2008 tamże) – polska lekarz pediatra, nefrolog.

## Życiorys
W 1941 zdała maturę na konspiracyjnych kompletach w Prywatnej Żeńskiej Szkole im. Cecylii Plater-Zyberkówny. Od 1946 studiowała na Wydziale Lekarskim Uniwersytetu Warszawskiego, w 1951 przedstawiła pracę pt. "Etiologia i patogeneza procesów marskich płuc u niemowląt" i uzyskała stopień doktora nauk medycznych. W 1965 na podstawie rozprawy "Rola odpływów pęcherzowo-moczowodowych w patogenezie odmiedniczkowych zapaleń nerek u dzieci" uzyskała na warszawskiej Akademii Medycznej stopień doktora habilitowanego. Na Akademii Medycznej uzyskała tytuł profesora tytularnego, prowadziła badania nad problemami nefrologicznymi u dzieci tj. wady wrodzone i zakażenia układu moczowego oraz kamica. Na podstawie badań prof. Irena Steckiewicz-Krzeska ustaliła wskazania do operacyjnego leczenia odpływów pęcherzowo-moczowodowych, a także zachowaniu się hormonu antydiuretycznego. Pozostawiła ok. 150 prac opublikowanych w specjalistycznej prasie krajowej i zagranicznej, trzy podręczniki i monografie z zakresu nefrologii dziecięcej i pediatrii.
Spoczywa na cmentarzu Powązkowskim (kw.I-3-2).

## Członkostwo
- Polskie Towarzystwo Pediatryczne
- Polskie Towarzystwo Urologiczne
- European Society of Pediatric Nephrology
- International Pediatric Nephrology Association